# 울언니
"울언니"는 2014년에 개봉한 대한민국의 영화이다.

## 캐스팅
- 오광록 : 김 형사 역
- 양하은 : 오연서 역
- 황금희 : 오진서 역
- 조상구 : 나선호 역
- 최수린 : 귀부인 역
- 권병길 : 손 회장 역
- 이호성 : 강 원장 역
- 하미혜 : 분식집 주인 역
- 홍달표 : 홍 형사 역
- 지대한 : 지 형사 역
- 김결 : 양아들 역
- 서우진 : 피자배달부 정우 역
- 전홍렬 : 전 반장 역
- 탁트인 : 배달부 1 역
- 배중식 : 택시기사 역
- 손윤슬 : 어린 연서 역
- 김연희 : 어린 진서 역
- 김광석 : 형사 2팀 4 역
- 임희숙 : 미장원 주인 역 (특별출연)
- 길해연 : 볼레로 역 (특별출연)
- 황정민 : 슈퍼주인 역 (특별출연)
- 이송 : 안동고등어 장수 역 (특별출연)
- 박정희 : 학원교수 역 (특별출연)
- 노연수: 아들 역
- 노봉한: 변호사 역